# Discografia di Miley Cyrus
La discografia di Miley Cyrus, cantante statunitense attiva dal 2007, ha inizio con i primi tre album in studio pubblicati con la Hollywood Records: Meet Miley Cyrus (2007), Breakout (2008) e Can't Be Tamed (2010). Ad essi vanno conteggiati anche un EP e un album dal vivo.
Inoltre ha inciso cinque colonne sonore per la Walt Disney Records accreditandosi come Hannah Montana, protagonista dell'omonima serie televisiva di Disney Channel: Hannah Montana (2006), Hannah Montana 2 (2007), Hannah Montana: The Movie (2009), Hannah Montana 3 (2009), Hannah Montana Forever (2010). Cyrus è l'artista più giovane ad aver portato quattro album alla prima posizione tra i più venduti in meno di tre anni. Alla fine del 2009, Billboard la inserisce al quarto posto nella classifica delle artiste più remunerative e al quinto posto tra le artiste dell'anno.
Dopo un anno e mezzo di inattività musicale, ha confermato la pubblicazione del quarto album in studio Bangerz, pubblicati nell'autunno 2013 attraverso la RCA Records, con la quale ha firmato un contratto il 30 gennaio 2013, e promosso dai singoli We Can't Stop, Wrecking Ball e Adore You. Ad esso hanno fatto seguito Miley Cyrus & Her Dead Petz (2015), Younger Now (2017) e Plastic Hearts (2020), Endless Summer Vacation (2023) e Something Beautiful (2025).

## Album

### Album in studio
| Anno                                                                          | Titolo | Classifiche | Classifiche | Classifiche | Classifiche | Classifiche | Classifiche | Classifiche | Classifiche | Classifiche | Classifiche | Classifiche | Certificazioni                                                                                                 |
| Anno                                                                          | Titolo | USA         | AUS         | AUT         | CAN         | GER         | IRE         | ITA         | NOR         | NZL         | SPA         | UK          | Certificazioni                                                                                                 |
| ----------------------------------------------------------------------------- | --- | ----------- | ----------- | ----------- | ----------- | ----------- | ----------- | ----------- | ----------- | ----------- | ----------- | ----------- | --- |
| 2007                                                                          | Meet Miley Cyrus - Pubblicato: 19 ottobre 2007 - Etichetta: Hollywood Records - Formato: CD, download digitale                                | 1           | 20          | 13          | 3           | —           | —           | —           | 8           | 6           | 46          | 8           | - AUS: Platino - CAN: Platino (2) - NZL: Oro - UK: Oro - USA: Platino (3)                                      |
| 2008                                                                          | Breakout - Pubblicato: 12 settembre 2008 - Etichetta: Hollywood Records - Formato: CD, download digitale                                      | 1           | 1           | 12          | 1           | 24          | 11          | 6           | 15          | 2           | 7           | 10          | - AUS: Platino - AUT: Oro - GER: Oro - IRE: Platino - NZL: Platino - SPA: Oro - UK: Platino - USA: Platino (2) |
| 2010                                                                          | Can't Be Tamed - Pubblicato: 18 giugno 2010 - Etichetta: Hollywood Records - Formato: CD, download digitale                                   | 3           | 4           | 2           | 2           | 4           | 5           | 4           | 8           | 2           | 1           | 8           | - AUS: Oro - IRE: Oro - NZL: Oro - UK: Argento                                                                 |
| 2013                                                                          | Bangerz - Pubblicato: 8 ottobre 2013 - Etichetta: RCA - Formato: CD, download digitale                                                        | 1           | 1           | 4           | 1           | 9           | 1           | 3           | 1           | 2           | 2           | 1           | - AUT: Oro - CAN: Platino (2) - ITA: Oro - UK: Oro - USA: Platino (3)                                          |
| 2015                                                                          | Miley Cyrus & Her Dead Petz - Pubblicato: 30 agosto 2015 - Etichetta: Smiley Miley Inc. - Formato: download digitale, streaming               | —           | —           | —           | —           | —           | —           | —           | —           | —           | —           | —           | |
| 2017                                                                          | Younger Now - Pubblicato: 29 settembre 2017 - Etichetta: RCA - Formato: CD, LP, download digitale, streaming                                  | 5           | 2           | 8           | 3           | 16          | 9           | 9           | 9           | 4           | 5           | 8           | - CAN: Oro - USA: Oro                                                                                          |
| 2020                                                                          | Plastic Hearts - Pubblicato: 27 novembre 2020 - Etichetta: RCA - Formato: CD, LP, download digitale, streaming                                | 2           | 3           | —           | 1           | 15          | 3           | 9           | 6           | 2           | —           | 4           | - ITA: Oro - UK: Oro                                                                                           |
| 2023                                                                          | Endless Summer Vacation - Pubblicato: 10 marzo 2023 - Etichetta: Columbia, Smiley Miley, Inc. - Formato: CD, LP, download digitale, streaming | 3           | 1           | 1           | 2           | 2           | 1           | 4           | 1           | 1           | 4           | 1           | - ITA: Oro - NZL: Oro - UK: Oro - USA: Platino                                                                 |
| 2025                                                                          | Something Beautiful - Pubblicato: 30 maggio 2025 - Etichetta: Columbia - Formato: CD, LP, download digitale, streaming                        |             |             |             |             |             |             |             |             |             |             |             | |
| "—" indica una pubblicazione non classificata o non pubblicata in quel paese. | |             |             |             |             |             |             |             |             |             |             |             | |

### Album dal vivo
| Anno                                                                          | Titolo | Classifiche | Classifiche | Classifiche | Classifiche | Classifiche | Classifiche | Classifiche | Classifiche | Certificazioni |
| Anno                                                                          | Titolo | USA         | AUS         | AUT         | CAN         | IRE         | NZL         | SPA         | UK          | Certificazioni |
| ----------------------------------------------------------------------------- | --- | ----------- | ----------- | ----------- | ----------- | ----------- | ----------- | ----------- | ----------- | -------------- |
| 2008                                                                          | Best of Both Worlds Concert - Pubblicato: 11 marzo 2008 - Etichetta: Walt Disney/Hollywood - Formato: CD, download digitale         | 3           | 16          | 14          | 3           | 10          | 27          | 46          | 29          | - AUS: Oro     |
| 2022                                                                          | Attention: Miley Live - Pubblicato: 1º aprile 2022 - Etichetta: Columbia, Smiley Miley Inc. - Formato: download digitale, streaming | —           | —           | —           | —           | —           | —           | —           | —           |                |
| "—" indica una pubblicazione non classificata o non pubblicata in quel paese. | |             |             |             |             |             |             |             |             |                |

### Colonne sonore
| Anno                                                                          | Titolo | Classifiche | Classifiche | Classifiche | Classifiche | Classifiche | Classifiche | Classifiche | Classifiche | Classifiche | Classifiche | Certificazioni                                                                                   |
| Anno                                                                          | Titolo | USA         | AUS         | AUT         | CAN         | GER         | SPA         | IRE         | NOR         | NZL         | UK          | Certificazioni                                                                                   |
| ----------------------------------------------------------------------------- | --- | ----------- | ----------- | ----------- | ----------- | ----------- | ----------- | ----------- | ----------- | ----------- | ----------- | ------------------------------------------------------------------------------------------------ |
| 2007                                                                          | Hannah Montana - Pubblicato: 16 marzo 2007 - Etichetta: Walt Disney Records - Formato: CD, download digitale            | 1           | 35          | 14          | 10          | —           | 14          | —           | 11          | 22          | —           | - AUT: Oro - CAN: Oro - NZL: Oro - UK: Argento - USA: Platino (3)                                |
| 2009                                                                          | Hannah Montana: The Movie - Pubblicato: 27 marzo 2009 - Etichetta: Walt Disney Records - Formato: CD, download digitale | 1           | 6           | 1           | 1           | 10          | 1           | —           | 2           | 1           | —           | - AUS: Platino - AUT: Oro - GER: Oro - SPA: Oro - IRE: Platino - NZL: Platino - USA: Platino (2) |
| 2009                                                                          | Hannah Montana 3 - Pubblicato: 10 luglio 2009 - Etichetta: Walt Disney Records - Formato: CD, download digitale         | 2           | 27          | 4           | 2           | 13          | 6           | —           | 16          | 16          | —           | - IRE: Oro                                                                                       |
| 2010                                                                          | Hannah Montana Forever - Pubblicato: 16 ottobre 2010 - Etichetta: Walt Disney Records - Formato: CD, download digitale  | 11          | 66          | 25          | —           | —           | 23          | 21          | —           | 32          | 38          |                                                                                                  |
| "—" indica una pubblicazione non classificata o non pubblicata in quel paese. | |             |             |             |             |             |             |             |             |             |             |                                                                                                  |

## Extended play
| Anno | Titolo | Classifiche | Classifiche | Classifiche | Classifiche | Classifiche | Classifiche | Classifiche | Classifiche | Classifiche | Classifiche | Classifiche | Certificazioni                                                                                    |
| Anno | Titolo | USA         | AUS         | AUT         | CAN         | GER         | IRE         | ITA         | NOR         | NZL         | SPA         | UK          | Certificazioni                                                                                    |
| ---- | --- | ----------- | ----------- | ----------- | ----------- | ----------- | ----------- | ----------- | ----------- | ----------- | ----------- | ----------- | ------------------------------------------------------------------------------------------------- |
| 2009 | The Time of Our Lives - Pubblicato: 28 agosto 2009 - Etichetta: Hollywood Records - Formato: CD, download digitale | 2           | 11          | 5           | 9           | 9           | 9           | 32          | 33          | 9           | 6           | 17          | - AUS: Oro - AUT: Oro - GER: Oro - IRE: Platino - NZ: Oro - SPA: Platino - UK: Oro - USA: Platino |
| 2019 | She Is Coming - Pubblicato: 30 maggio 2019 - Etichetta: RCA - Formato: download digitale, streaming                | 5           | 10          | 21          | 4           | 74          | 19          | 44          | 4           | 14          | 32          | 18          |                                                                                                   |

## Singoli

### Come artista principale
| Anno                                                                          | Titolo                                                 | Classifiche | Classifiche | Classifiche | Classifiche | Classifiche | Classifiche | Classifiche | Classifiche | Classifiche | Certificazioni | Album di provenienza      |
| Anno                                                                          | Titolo                                                 | USA         | CAN         | AUS         | IRE         | GER         | NZL         | SWI         | NOR         | UK          | Certificazioni | Album di provenienza      |
| ----------------------------------------------------------------------------- | ------------------------------------------------------ | ----------- | ----------- | ----------- | ----------- | ----------- | ----------- | ----------- | ----------- | ----------- | --- | ------------------------- |
| 2007                                                                          | See You Again                                          | 10          | 4           | 6           | 13          | 52          | 11          | —           | —           | 11          | - UK: Argento - USA: Platino (3) | Meet Miley Cyrus          |
| 2007                                                                          | Start All Over                                         | 68          | 91          | 41          | —           | —           | —           | —           | —           | —           | - USA: Oro | Meet Miley Cyrus          |
| 2008                                                                          | 7 Things                                               | 9           | 13          | 10          | 26          | 17          | 24          | 35          | 8           | 25          | - UK: Argento - USA: Platino (2) | Breakout                  |
| 2008                                                                          | Fly on the Wall                                        | 84          | 73          | 54          | 23          | 62          | —           | —           | —           | 16          | | Breakout                  |
| 2009                                                                          | The Climb                                              | 4           | 4           | 5           | 11          | 41          | 12          | 38          | 5           | 11          | - CAN: Platino - UK: Platino (2) - USA: Platino (7)                                                                                             | Hannah Montana: The Movie |
| 2009                                                                          | Party in the U.S.A.                                    | 2           | 3           | 6           | 5           | —           | 3           | 47          | 12          | 11          | - CAN: Platino - ITA: Platino - NZL: Platino (7) - UK: Platino (4) - USA: Platino (15)                                                          | The Time of Our Lives     |
| 2010                                                                          | When I Look at You                                     | 16          | 24          | 19          | 45          | —           | 27          | —           | —           | 79          | - UK: Oro - USA: Platino (3) | The Time of Our Lives     |
| 2010                                                                          | Can't Be Tamed                                         | 8           | 6           | 14          | 5           | 29          | 5           | 53          | 15          | 13          | - USA: Platino (2) | Can't Be Tamed            |
| 2010                                                                          | Who Owns My Heart                                      | —           | —           | —           | —           | 24          | —           | —           | —           | —           | - USA: Oro | Can't Be Tamed            |
| 2013                                                                          | We Can't Stop                                          | 2           | 3           | 4           | 7           | 16          | 1           | 19          | 3           | 1           | - AUT: Oro - CAN: Platino (4) - GER: Oro - ITA: Platino - UK: Platino (2) - USA: Platino (5)                                                    | Bangerz                   |
| 2013                                                                          | Wrecking Ball                                          | 1           | 1           | 2           | 2           | 6           | 2           | 5           | 2           | 1           | - AUT: Oro - CAN: Platino (4) - GER: Platino - ITA: Platino (2) - UK: Platino (2) - USA: Platino (7)                                            | Bangerz                   |
| 2013                                                                          | Adore You                                              | 21          | 36          | 25          | 44          | —           | 15          | —           | —           | 27          | - CAN: Platino - UK: Oro - USA: Platino (2) | Bangerz                   |
| 2017                                                                          | Malibu                                                 | 10          | 4           | 3           | 7           | 20          | 4           | 16          | 4           | 11          | - AUT: Oro - CAN: Platino (3) - GER: Oro - ITA: Platino - UK: Platino (2) - USA: Platino (2)                                                    | Younger Now               |
| 2017                                                                          | Younger Now                                            | 79          | 48          | 49          | 73          | —           | —           | 84          | —           | 54          | | Younger Now               |
| 2019                                                                          | Mother's Daughter                                      | 54          | 31          | 21          | 22          | 75          | 21          | 48          | —           | 29          | - CAN: Platino - UK: Argento (2) | She Is Coming             |
| 2019                                                                          | Slide Away                                             | 47          | 28          | 15          | 25          | 67          | 12          | 20          | 28          | 40          | - CAN: Oro - UK: Argento | She Is Coming             |
| 2019                                                                          | Don't Call Me Angel (con Ariana Grande e Lana Del Rey) | 13          | 7           | 4           | 2           | 11          | 6           | 4           | 13          | 2           | - CAN: Oro - UK: Argento | Charlie's Angels          |
| 2020                                                                          | Midnight Sky                                           | 14          | 13          | 16          | 16          | 41          | 31          | 24          | 25          | 5           | - AUT: Platino - GER: Oro - ITA: Oro - UK: Platino (2) - USA: Platino (2)                                                                       | Plastic Hearts            |
| 2020                                                                          | Prisoner (feat. Dua Lipa)                              | 54          | 17          | 14          | 5           | 20          | 14          | 11          | 11          | 8           | - AUT: Platino - CAN: Oro - GER: Oro - ITA: Platino - SPA: Oro - UK: Platino - USA: Platino                                                     | Plastic Hearts            |
| 2021                                                                          | Angels like You                                        | 107         | 55          | —           | 43          | —           | —           | 91          | —           | 66          | - UK: Argento - USA: Platino | Plastic Hearts            |
| 2021                                                                          | Without You (Miley Cyrus Remix) (con The Kid Laroi)    | —           | —           | —           | —           | —           | —           | —           | —           | —           | | N.D.                      |
| 2023                                                                          | Flowers                                                | 1           | 1           | 1           | 1           | 1           | 1           | 1           | 1           | 1           | - AUT: Platino (4) - CAN: Diamante - GER: Platino - ITA: Platino (4) - NZL: Platino (5) - SPA: Platino (5) - UK: Platino (4) - USA: Platino (7) | Endless Summer Vacation   |
| 2023                                                                          | River                                                  | 32          | 17          | 22          | 13          | 35          | 30          | 30          | 32          | 16          | - CAN: Oro | Endless Summer Vacation   |
| 2023                                                                          | Jaded                                                  | 56          | 30          | —           | 21          | —           | —           | 70          | —           | 27          | - CAN: Oro - UK: Argento - USA: Oro | Endless Summer Vacation   |
| 2023                                                                          | Used to Be Young                                       | 8           | 8           | 13          | 7           | 53          | 12          | 23          | 12          | 12          | - CAN: Oro - UK: Argento - USA: Platino | Endless Summer Vacation   |
| 2024                                                                          | Doctor (Work It Out) (con Pharrell Williams)           | 74          | 41          | —           | 44          | —           | —           | —           | —           | 46          | | N.D.                      |
| 2024                                                                          | II Most Wanted (con Beyoncé)                           | 6           | 17          | 16          | 13          | —           | 17          | 20          | 23          | 9           | - CAN: Oro - USA: Oro | Cowboy Carter             |
| 2025                                                                          | End of the World                                       | 52          | 32          | —           | 40          | 60          | —           | —           | —           | 23          | | Something Beatiful        |
| 2025                                                                          | Easy Lover                                             | 82          | 60          | —           | 57          | —           | 45          | —           | —           | 64          | | Something Beatiful        |
| 2025                                                                          | Every Girl You've Ever Loved (feat. Naomi Campbell)    | —           | —           | —           | —           | —           | —           | —           | —           | —           | | Something Beatiful        |
| "—" indica una pubblicazione non classificata o non pubblicata in quel paese. |                                                        |             |             |             |             |             |             |             |             |             | |                           |

### Come artista ospite
| Anno                                                                                   | Titolo                                                      | Classifiche | Classifiche | Classifiche | Classifiche | Classifiche | Classifiche | Classifiche | Classifiche | Classifiche                                 | Certificazioni                                                                    | Album di provenienza |
| Anno                                                                                   | Titolo                                                      | USA         | CAN         | AUS         | IRE         | GER         | NZL         | SWI         | NOR         | UK                                          | Certificazioni                                                                    | Album di provenienza |
| -------------------------------------------------------------------------------------- | ----------------------------------------------------------- | ----------- | ----------- | ----------- | ----------- | ----------- | ----------- | ----------- | ----------- | ------------------------------------------- | --------------------------------------------------------------------------------- | -------------------- |
| 2012                                                                                   | Decisions (Borgore feat. Miley Cyrus)                       | —           | —           | —           | —           | —           | —           | —           | —           | —                                           |                                                                                   | Newgoreorder         |
| 2013                                                                                   |                                                             |             |             |             |             |             |             |             |             |                                             |                                                                                   |                      |
| Ashtrays and Heartbreaks (Snoop Lion feat. Miley Cyrus)                                | —                                                           | —           | —           | —           | —           | —           | —           | —           | —           |                                             | Reincarnated                                                                      |                      |
| Fall Down (Will.i.am feat. Miley Cyrus)                                                | 58                                                          | 15          | 14          | 17          | —           | 15          | —           | 59          | 34          | - AUS: Platino - NZL: Platino               | Willpower                                                                         |                      |
| 23 (Mike Will Made It feat. Miley Cyrus, Juicy J e Wiz Khalifa)                        | 11                                                          | 26          | 39          | —           | —           | 22          | —           | —           | 85          | - NZL: Oro - UK: Argento - USA: Platino (4) | N.D.                                                                              |                      |
| Real and True (Future feat. Miley Cyrus e Mr Hudson)                                   | —                                                           | —           | —           | —           | —           | —           | —           | —           | 92          |                                             | N.D.                                                                              |                      |
| Feelin' Myself (Will.i.am feat. Miley Cyrus, French Montana, Wiz Khalifa e DJ Mustard) | 96                                                          | —           | 34          | 3           | —           | 16          | —           | —           | 2           | - NZL: Platino - UK: Platino                | Willpower                                                                         |                      |
| 2018                                                                                   | Nothing Breaks like a Heart (Mark Ronson feat. Miley Cyrus) | 43          | 19          | 6           | 2           | 16          | 11          | 20          | 19          | 2                                           | - AUT: Platino - CAN: Platino (2) - GER: Platino - ITA: Platino - UK: Platino (2) | Late Night Feelings  |

## Collaborazioni
| Anno | Titolo                                    | Artista                                                  | Album di provenienza                            |
| ---- | ----------------------------------------- | -------------------------------------------------------- | ----------------------------------------------- |
| 2006 | Stand                                     | Billy Ray Cyrus                                          | Wanna Be Your Joe                               |
| 2007 | Ready, Set, Don't Go                      | Billy Ray Cyrus                                          | Home At Last                                    |
| 2008 | Just Stand Up!                            | Artists Stand Up to Cancer                               | N.D.                                            |
| 2008 | I Thought I Lost You                      | John Travolta                                            | Bolt (Original Motion Picture Soundtrack)       |
| 2009 | Send It On                                | Demi Lovato, Selena Gomez, Jonas Brothers                | Disney's Friends for Change                     |
| 2009 | We Belong to the Music                    | Timbaland                                                | Shock Value II                                  |
| 2009 | Before the Storm                          | Jonas Brothers                                           | Lines, Vines and Trying Times                   |
| 2010 | Everybody Hurts                           | Helping Haiti                                            | N.D.                                            |
| 2010 | We Are the World 25 for Haiti             | Artists for Haiti                                        | N.D.                                            |
| 2010 | Nothing to Lose                           | Bret Michaels                                            | Custom Built                                    |
| 2011 | Overboard (Live)                          | Justin Bieber                                            | Never Say Never: The Remixes                    |
| 2011 | Morning Sun                               | Rock Mafia                                               | Mixtape Vol. 1                                  |
| 2012 | You're Gonna Make Me Lonesome When You Go | Johnzo West                                              | Chimes of Freedom - The Songs of Bob Dylan      |
| 2013 | Come Get It Bae                           | Pharrell Williams                                        | Girl                                            |
| 2014 | Lucy in the Sky with Diamonds             | The Flaming Lips                                         | With a Little Help from My Fwends               |
| 2014 | A Day in the Life                         | The Flaming Lips                                         | With a Little Help from My Fwends               |
| 2016 | Angels Protect This Home                  | Billy Ray Cyrus                                          | Thin Line                                       |
| 2016 | Teardrop                                  | Lolawolf                                                 | N.D.                                            |
| 2018 | (Happy Xmas) War Is Over                  | Mark Ronson e Sean Lennon                                | N.D.                                            |
| 2019 | Christmas Is                              | Dolly Parton                                             | A Holly Dolly Christmas                         |
| 2020 | I Got So High That I Saw Jesus (Live)     | Noah Cyrus                                               | N.D.                                            |
| 2021 | Nothing Else Matters                      | Elton John, Watt, Yo-Yo Ma, Robert Trujillo e Chad Smith | The Metallica Blacklist e The Lockdown Sessions |
| 2021 | Am I Dreaming                             | Lil Nas X                                                | Montero                                         |
| 2024 | Wrecking Ball                             | Dolly Parton                                             | Rockstar                                        |

## Altri brani entrati in classifica
| Anno                                                                          | Titolo                                   | Classifiche | Classifiche | Classifiche | Classifiche | Classifiche | Classifiche | Certificazioni               | Album di provenienza      |
| Anno                                                                          | Titolo                                   | USA         | CAN         | UK          | AUS         | NZL         | IRE         | Certificazioni               | Album di provenienza      |
| ----------------------------------------------------------------------------- | ---------------------------------------- | ----------- | ----------- | ----------- | ----------- | ----------- | ----------- | ---------------------------- | ------------------------- |
| 2007                                                                          | G.N.O. (Girl's Night Out)                | 91          | —           | —           | —           | —           | —           |                              | Meet Miley Cyrus          |
| 2007                                                                          | I Miss You                               | 79          | 31          | —           | 41          | —           | —           | - USA: Oro                   | Meet Miley Cyrus          |
| 2008                                                                          | Breakout                                 | 56          | 45          | —           | 94          | —           | —           |                              | Breakout                  |
| 2008                                                                          | Girls Just Want to Have Fun              | 113         | 92          | —           | —           | —           | —           |                              | Breakout                  |
| 2008                                                                          | Goodbye                                  | 124         | —           | —           | —           | —           | —           |                              | Breakout                  |
| 2009                                                                          | Butterfly Fly Away (con Billy Ray Cyrus) | 56          | 50          | 78          | 56          | —           | 46          | - UK: Argento                | Hannah Montana: The Movie |
| 2009                                                                          | Hoedown Throwdown                        | 18          | 15          | 18          | 20          | 40          | 10          | - UK: Argento - USA: Platino | Hannah Montana: The Movie |
| 2010                                                                          | The Time of Our Lives                    | 123         | 51          | —           | —           | —           | —           |                              | The Time of Our Lives     |
| 2010                                                                          | Liberty Walk                             | 103         | 79          | —           | —           | —           | —           |                              | Can't Be Tamed            |
| 2010                                                                          | Every Rose Has Its Thorn                 | —           | —           | 45          | —           | —           | —           |                              | Can't Be Tamed            |
| 2010                                                                          | Two More Lonely People                   | 103         | 79          | —           | —           | —           | —           |                              | Can't Be Tamed            |
| 2010                                                                          | Stay                                     | 75          | 61          | —           | —           | —           | —           |                              | Can't Be Tamed            |
| 2010                                                                          | My Heart Beats for Love                  | 75          | 61          | —           | —           | —           | —           |                              | Can't Be Tamed            |
| 2017                                                                          | Inspired                                 | —           | —           | —           | 97          | —           | —           |                              | Younger Now               |
| 2019                                                                          | On a Roll                                | 116         | 77          | 71          | 88          | —           | 35          |                              | N.D.                      |
| "—" indica una pubblicazione non classificata o non pubblicata in quel paese. |                                          |             |             |             |             |             |             |                              |                           |

## Videografia

### Come artista musicale
| Anno | Titolo                                         | Altri artisti                                   | Regista                                      |
| ---- | ---------------------------------------------- | ----------------------------------------------- | -------------------------------------------- |
| 2007 | Start All Over                                 | /                                               | Marc Webb                                    |
| 2008 | 7 Things                                       | /                                               | Brett Ratner                                 |
| 2008 | Fly on the Wall                                | /                                               | Philip Andelman                              |
| 2009 | The Climb                                      | /                                               | Matthew Rolston                              |
| 2009 | Send It On                                     | Selena Gomez, Jonas Brothers, Demi Lovato       | Michael Blum, Tracy Pion                     |
| 2009 | Party in the U.S.A.                            | /                                               | Chris Applebaum                              |
| 2010 | Everybody Hurts (Color version)                | Artisti vari                                    | Joseph Kahn                                  |
| 2010 | Everybody Hurts (B&W version)                  | Artisti vari                                    | Joseph Kahn                                  |
| 2010 | We Are the World 25 for Haiti                  | Artisti vari                                    | Paul Haggis                                  |
| 2010 | When I Look at You                             | /                                               | Adam Shankman                                |
| 2010 | Can't Be Tamed                                 | /                                               | Robert Hales                                 |
| 2010 | Who Owns My Heart                              | /                                               | Robert Hales                                 |
| 2012 | You're Gonna Make Me Lonesome When You Go      | Johnzo West                                     | James Minchin III                            |
| 2012 | Decisions                                      | Borgore                                         | Christian Lamb                               |
| 2013 | Ashtrays and Heartbreaks                       | Snoop Dogg                                      | P. R. Brown                                  |
| 2013 | We Can't Stop                                  | /                                               | Diane Martel                                 |
| 2013 | Wrecking Ball                                  | /                                               | Terry Richardson                             |
| 2013 | 23                                             | Mike Will Made It, Juicy J, Wiz Khalifa         | Hannah Lux Davis                             |
| 2013 | Real and True                                  | Future, Mr Hudson                               | John Rankin                                  |
| 2013 | Feelin' Myself                                 | Will.i.am, French Montana, Wiz Khalifa, Mustard | Pasha Shapiro                                |
| 2013 | Adore You                                      | /                                               | John Rankin                                  |
| 2015 | Dooo It!                                       | /                                               | Miley Cyrus, Diane Martel                    |
| 2015 | Lighter                                        | /                                               | Miley Cyrus, Diane Martel                    |
| 2015 | BB Talk                                        | /                                               | Miley Cyrus, Diane Martel                    |
| 2017 | Malibu                                         | /                                               | Diane Martel                                 |
| 2017 | Younger Now                                    | /                                               | Diane Martel                                 |
| 2018 | Nothing Breaks like a Heart                    | Mark Ronson                                     | We Are from L.A.                             |
| 2018 | Nothing Breaks Like a Heart (Vertical version) | Mark Ronson                                     | We Are from L.A.                             |
| 2019 | On a Roll                                      | /                                               | Anne Sewitsky                                |
| 2019 | Mother's Daughter                              | /                                               | Alexandre Moors                              |
| 2019 | Slide Away                                     | /                                               | Alexandre Moors                              |
| 2019 | Don't Call Me Angel                            | Ariana Grande, Lana Del Rey                     | Hannah Lux Davis                             |
| 2020 | Midnight Sky                                   | /                                               | Miley Cyrus                                  |
| 2020 | Prisoner                                       | Dua Lipa                                        | Miley Cyrus, Alana O'Herlihy                 |
| 2021 | Angels like You                                | /                                               | Miley Cyrus, Alana O'Herlihy                 |
| 2021 | Without You (Remix)                            | The Kid Laroi                                   | Miley Cyrus                                  |
| 2023 | Flowers                                        | /                                               | Jacob Bixenman                               |
| 2023 | River                                          | /                                               | Jacob Bixenman                               |
| 2023 | Jaded                                          | /                                               | Jacob Bixenman                               |
| 2023 | Used to Be Young                               | /                                               | Jacob Bixenman, Brendan Walker               |
| 2024 | Doctor (Work It Out)                           | Pharrell Williams                               | Jacob Bixenman                               |
| 2025 | Prelude                                        | /                                               | Miley Cyrus, Jacob Bixenman e Brendan Walker |
| 2025 | Something Beautiful                            | /                                               | Miley Cyrus, Jacob Bixenman e Brendan Walker |
| 2025 | End of the World                               | /                                               | Miley Cyrus, Jacob Bixenman e Brendan Walker |
| 2025 | More to Loose                                  | /                                               | Miley Cyrus, Jacob Bixenman e Brendan Walker |
| 2025 | Easy Lover                                     | /                                               | Miley Cyrus, Jacob Bixenman e Brendan Walker |
| 2025 | Every Girl You've Ever Loved                   | Naomi Campbell                                  | Miley Cyrus, Jacob Bixenman e Brendan Walker |

### Come attrice
| Anno | Titolo            | Artista/i                 | Regista         |
| ---- | ----------------- | ------------------------- | --------------- |
| 2008 | Seventeen Forever | Metro Station             | Josh Forbes     |
| 2010 | The Big Bang      | Rock Mafia                | Doug Aarnokoski |
| 2013 | Fire              | Big Sean                  | Jack Heller     |
| 2014 | Bitch             | Lolawolf                  | Trevor Andrew   |
| 2014 | Come Get It Bae   | Pharrell Williams         | Luis Cerveró    |
| 2015 | Bitch I'm Madonna | Madonna feat. Nicki Minaj | Jonas Åkerlund  |